# (5829) Ishidagoro
(5829) Ishidagoro es un asteroide perteneciente al cinturón de asteroides, región del sistema solar que se encuentra entre las órbitas de Marte y Júpiter, más concretamente a la familia de Matterania, descubierto el 11 de febrero de 1991 por Satoru Otomo y el también astrónomo Osamu Muramatsu desde Kiyosato, Japón.

## Designación y nombre
Designado provisionalmente como 1991 CT1. Fue nombrado Ishidagoro en homenaje a Goro Ishida, que fue director asociado del Observatorio Astrofísico Okayama (una rama del Observatorio Astronómico de Tokio) durante más de un cuarto de siglo y contribuyó mucho a la investigación astronómica. Después de jubilarse, participó activamente en el trabajo literario, especialmente como presidente de la Sociedad Herschel de Japón. También dirigió varios viajes de estudio patrocinados por esa sociedad a Europa y Sudáfrica. Era un hombre de muy diversos gustos y bien conocido como investigador de Kabuki (drama tradicional).

## Características orbitales
Ishidagoro está situado a una distancia media del Sol de 2,217 ua, pudiendo alejarse hasta 2,413 ua y acercarse hasta 2,021 ua. Su excentricidad es 0,088 y la inclinación orbital 5,780 grados. Emplea 1206,09 días en completar una órbita alrededor del Sol.

## Características físicas
La magnitud absoluta de Ishidagoro es 14. Tiene 3,722 km de diámetro y su albedo se estima en 0,316. 